# Jacques de Maleville

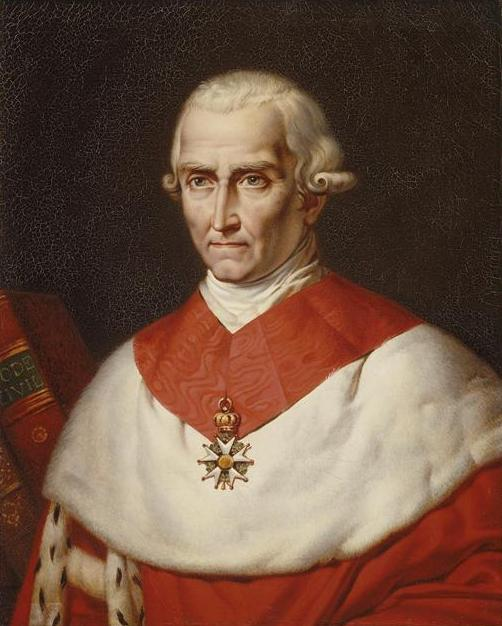
Jacques de Maleville

Jacques markies de Maleville (Domme, 19 juni 1741 - aldaar, 22 november 1824) was een Frans jurist en politicus. 
De Maleville was advocaat en zetelde in de Conseil des Anciens, de wetgevende raad opgericht in het jaar III. Hij werd door Napoleon Bonaparte in 1800 aangesteld als lid van de commissie die een burgerlijk wetboek moest schrijven en werd zo een van de opstellers van de Code Napoléon. Hij stierf op 83-jarige leeftijd.